# Winter Magic
Winter Magic è un album in studio natalizio della cantante neozelandese Hayley Westenra, pubblicato nel 2009. In alcuni territori il disco è uscito con il titolo Christmas Magic.

## Tracce
1. Little Road to Bethlehem
2. Carol of the Bells
3. Christmas Song (Chestnuts Roasting on an Open Fire)
4. Veni Veni Emmanuel
5. Silent Night
6. Christmas Morning
7. Sleigh Ride
8. River
9. Little Drummer Boy
10. Corpus Christi Carol
11. All with You
12. Coventry Carol
13. Winter's Dream
14. Peace Shall Come